# Biserica unitariană din Deaj
Biserica unitariană din Deaj este un monument istoric aflat pe teritoriul satului Deaj, comuna Mica.

## Localitatea
Deaj (maghiară Désfalva) este un sat în comuna Mica din județul Mureș, Transilvania, România. Prima menționare documentară a satului Deaj este din anii 1270–1272 cu denumirea Hagmás.

## Istoric
Satul a fost complet catolic în perioada medievală, menționat în lista dijmelor papale. În timpul Reformei protestante credincioșii catolici au trecut la calvinism și unitarianism. Biserica a fost construită în secolul al XVIII-lea, pe locul bisericii medievale. Reformații și-au construit propria biserică în anul 1880.

## Imagini din interior

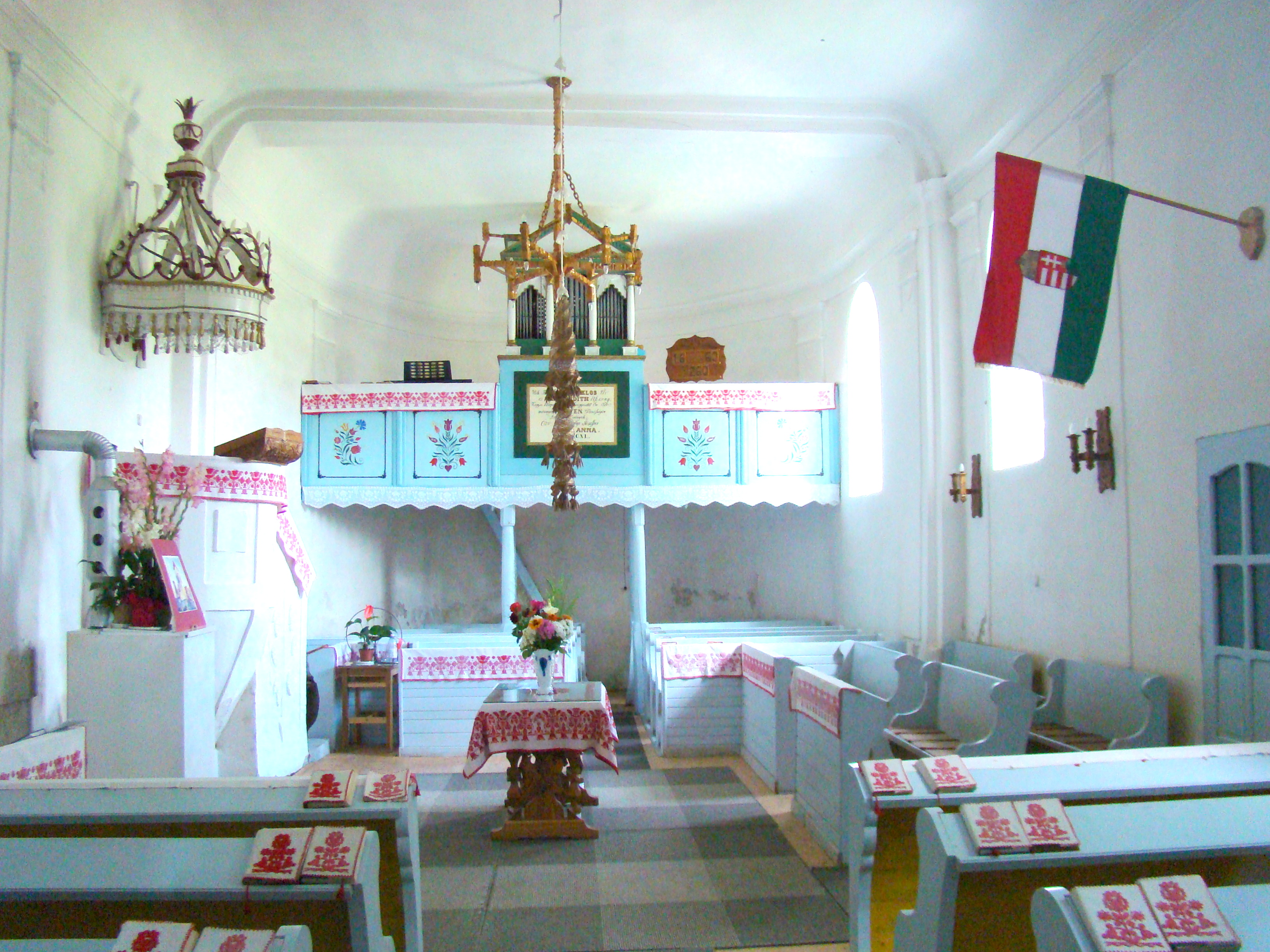
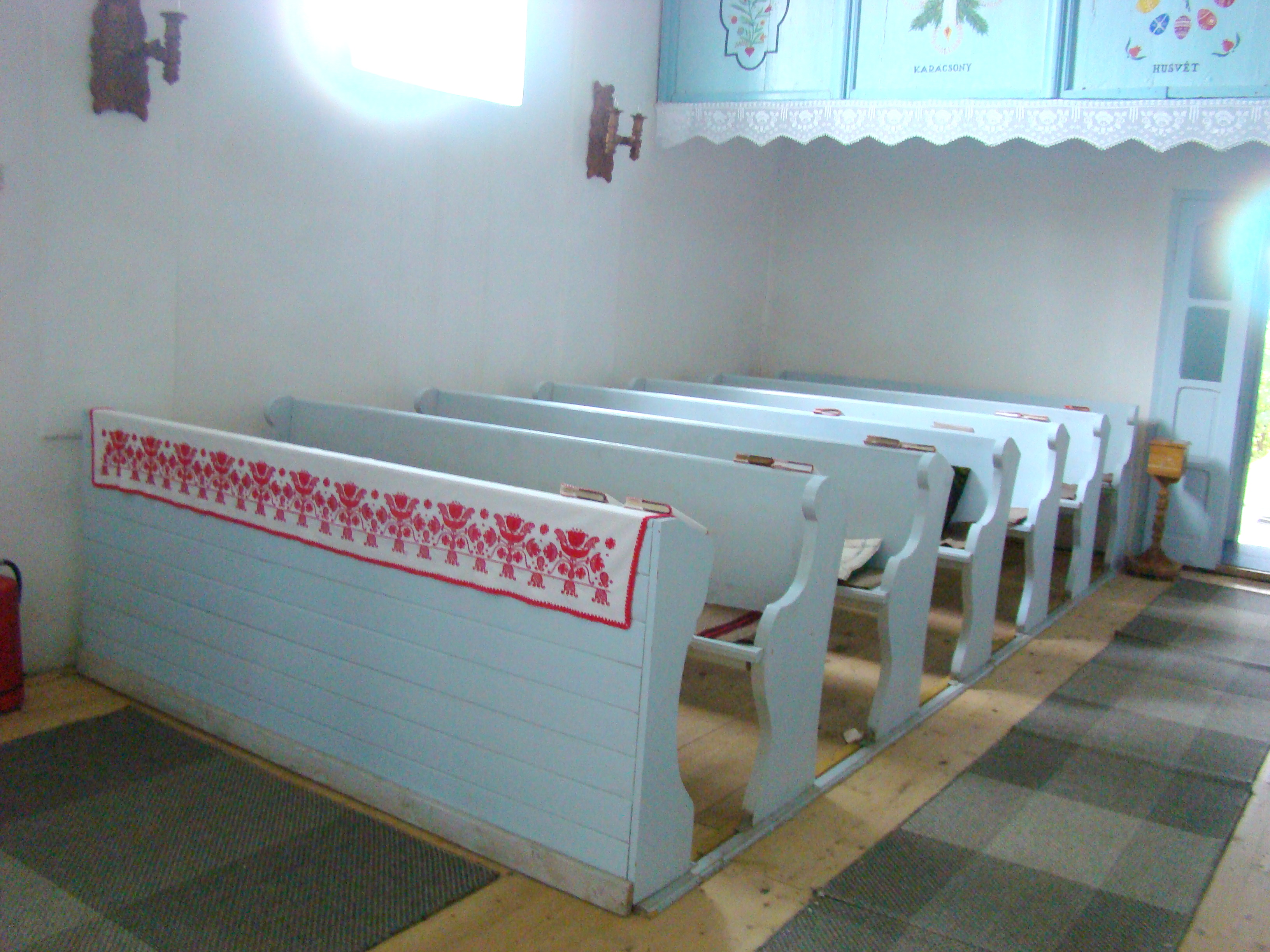
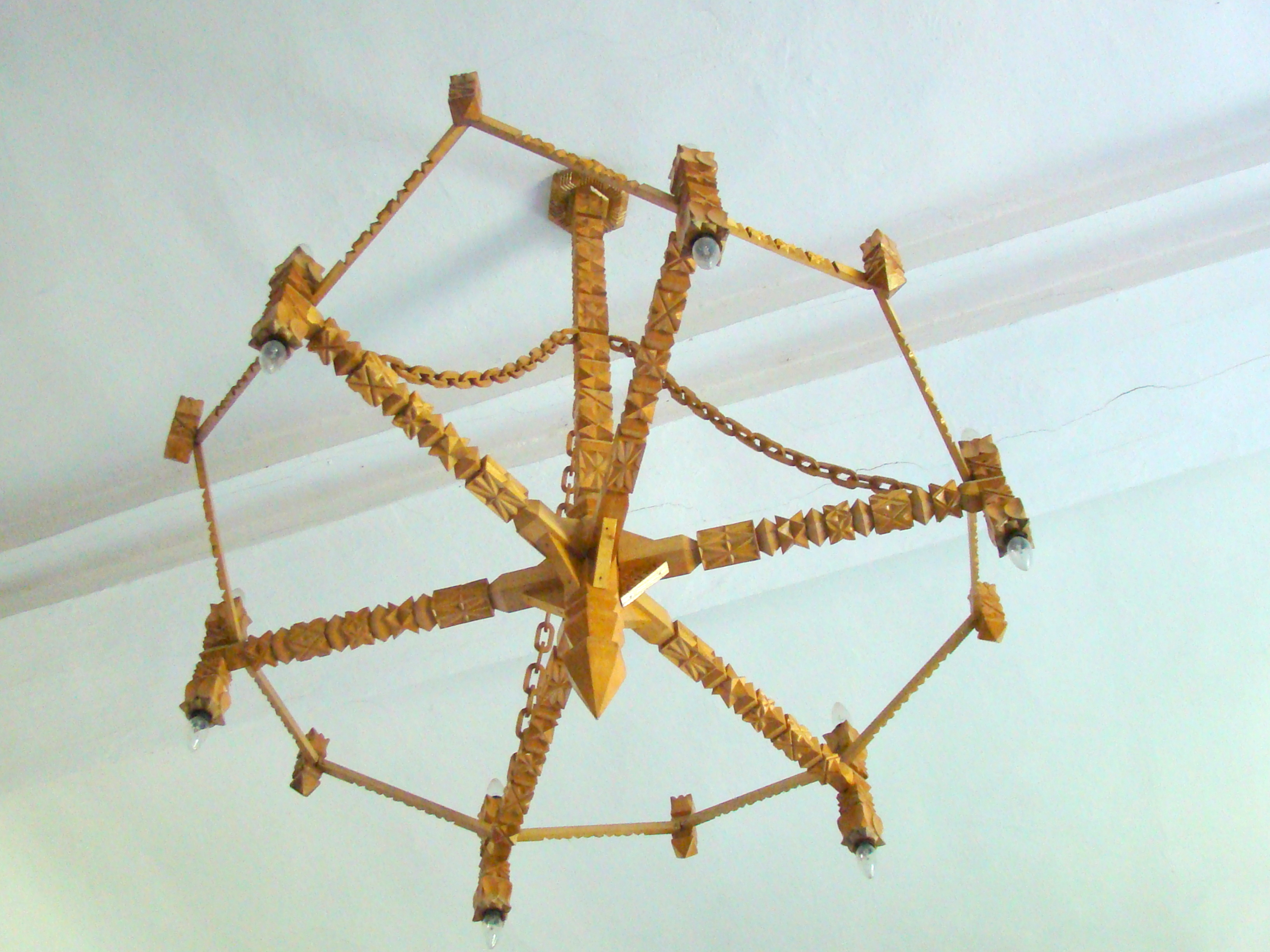
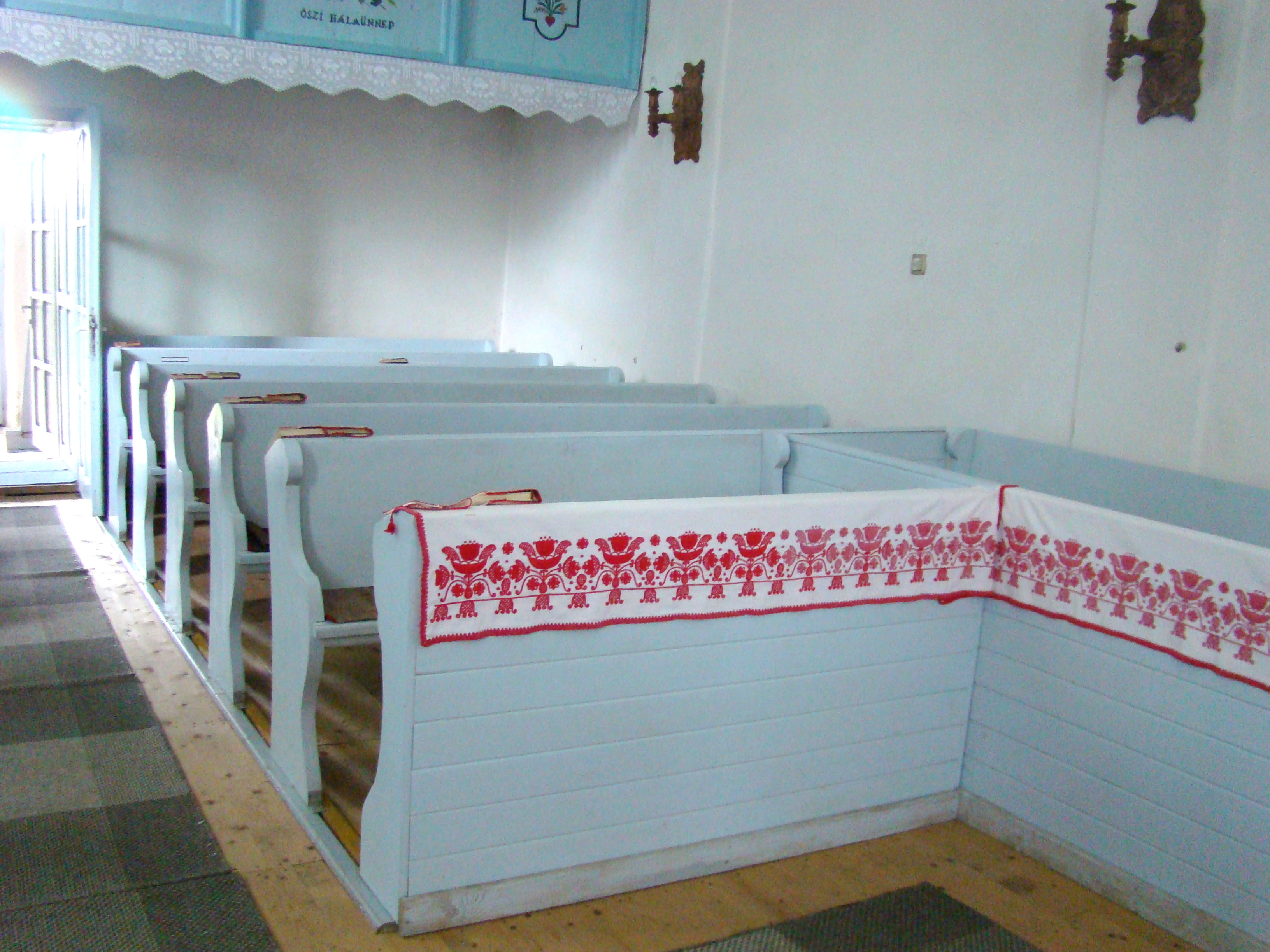
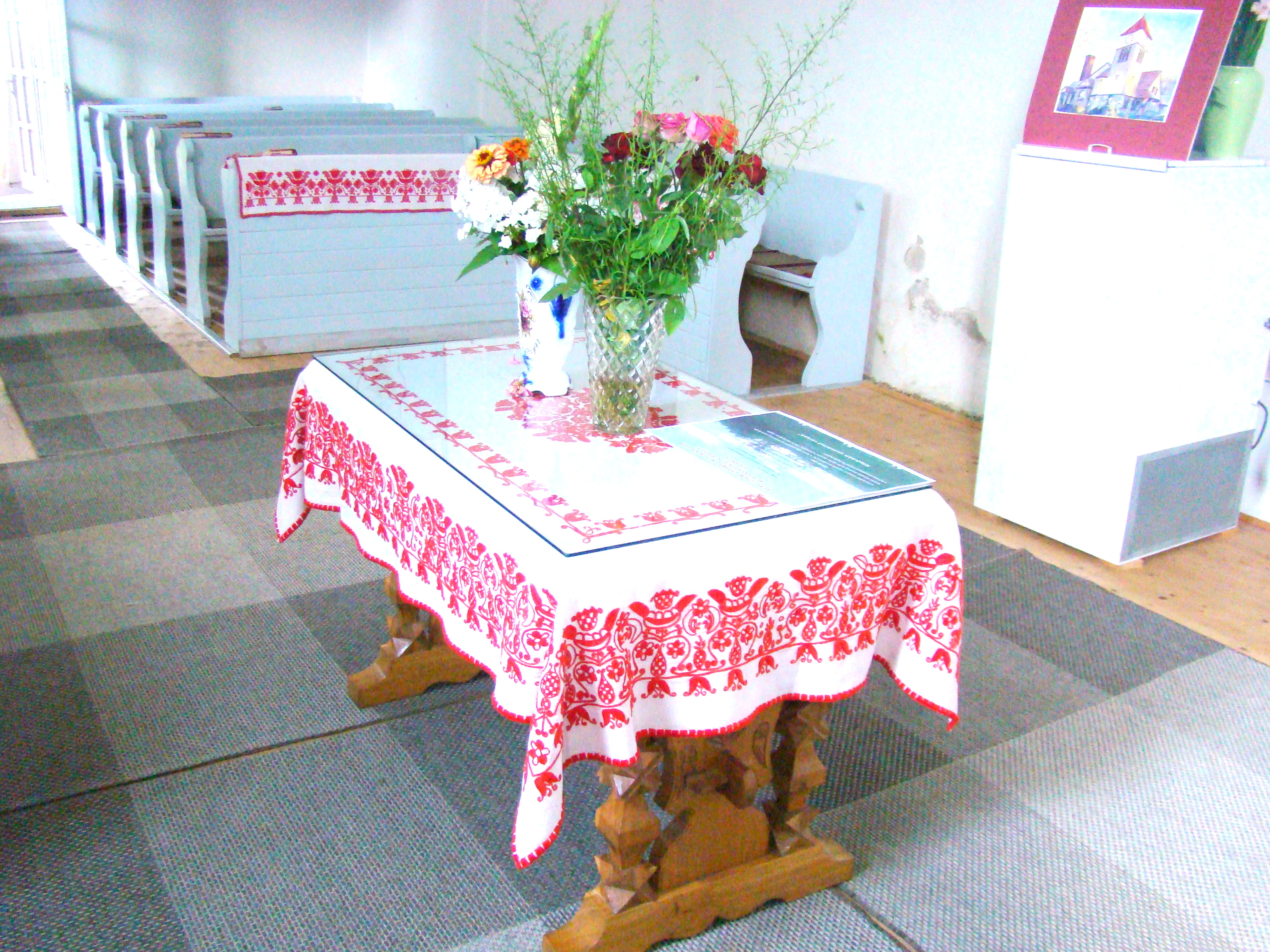
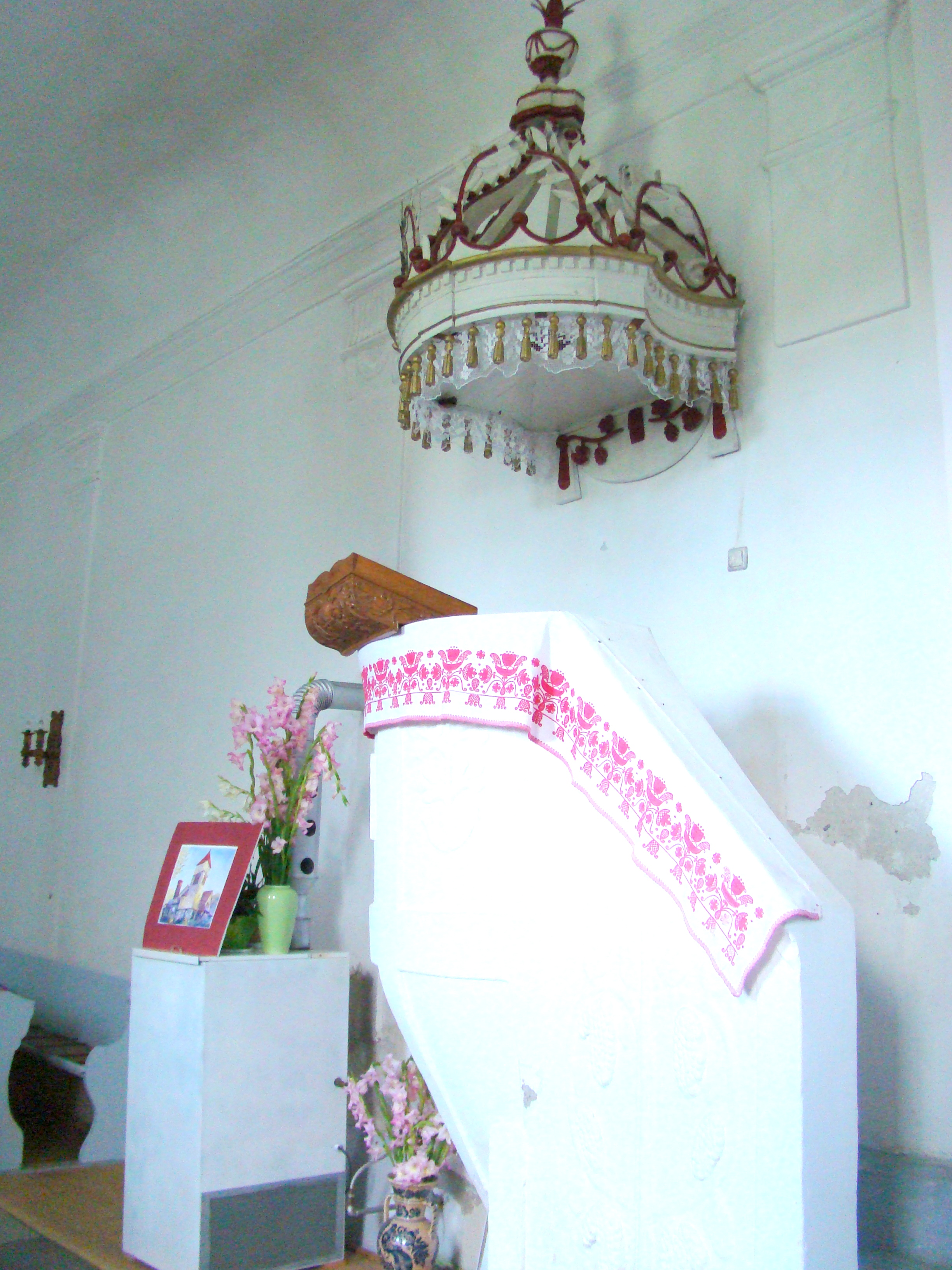
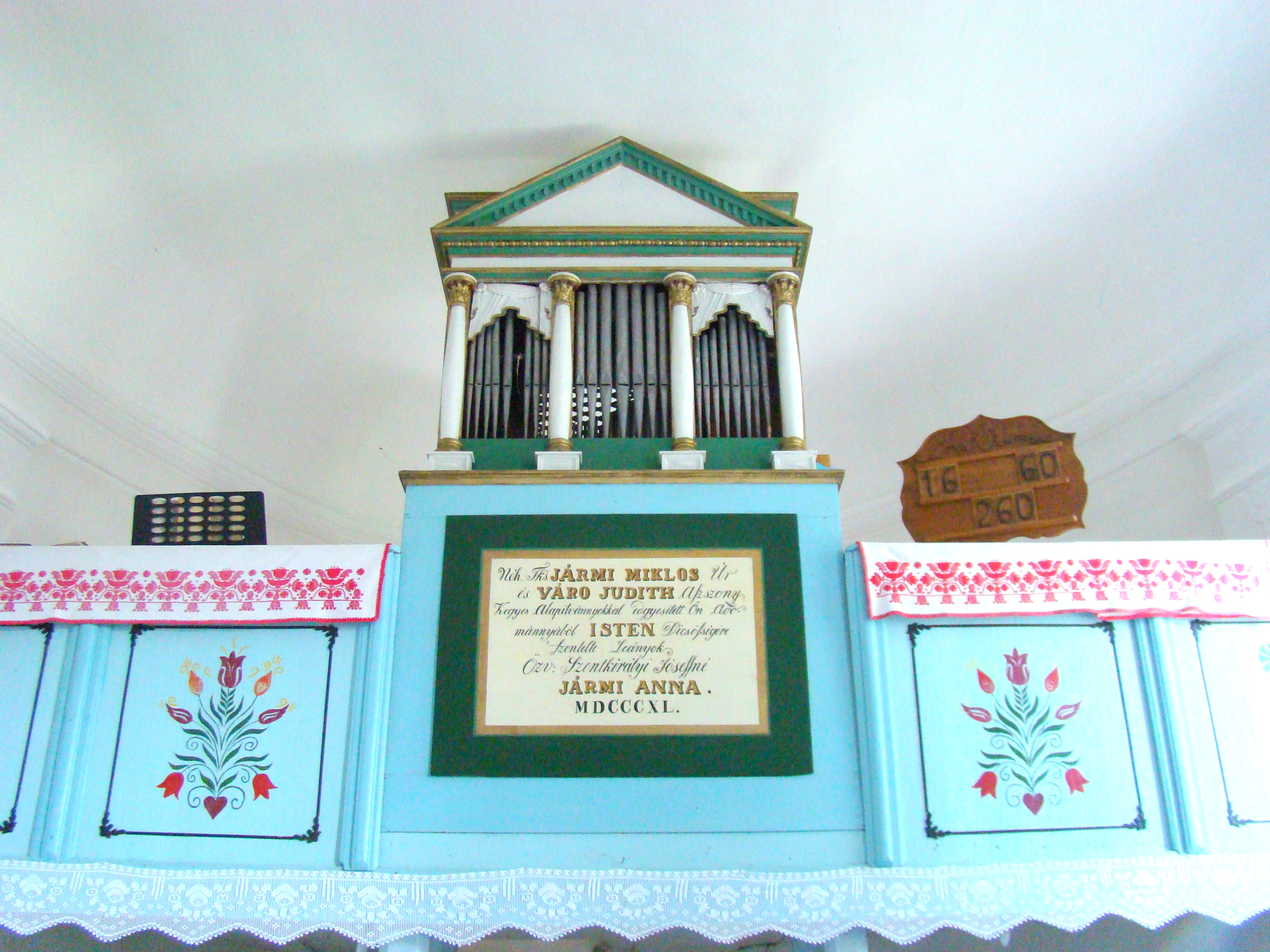
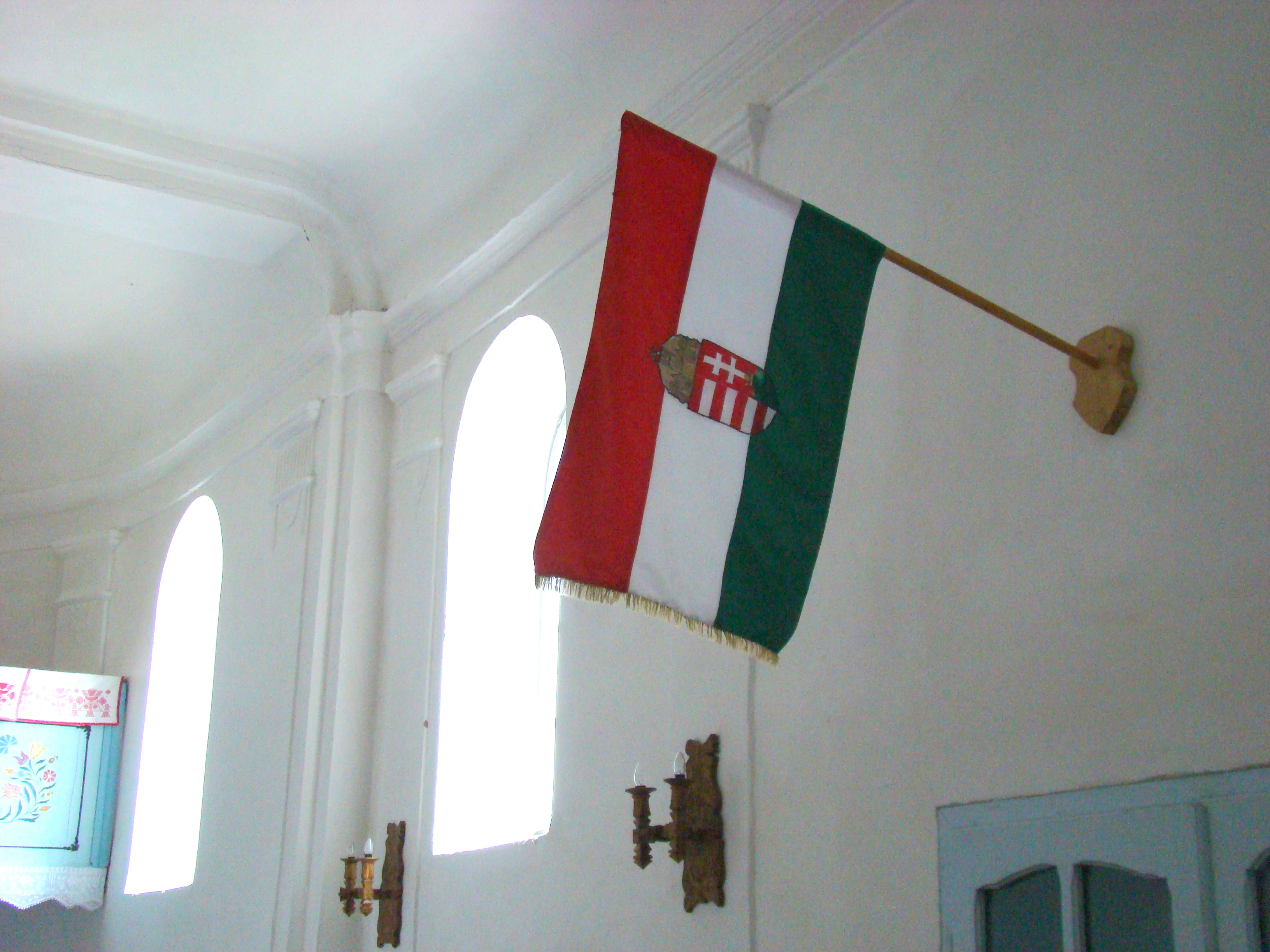
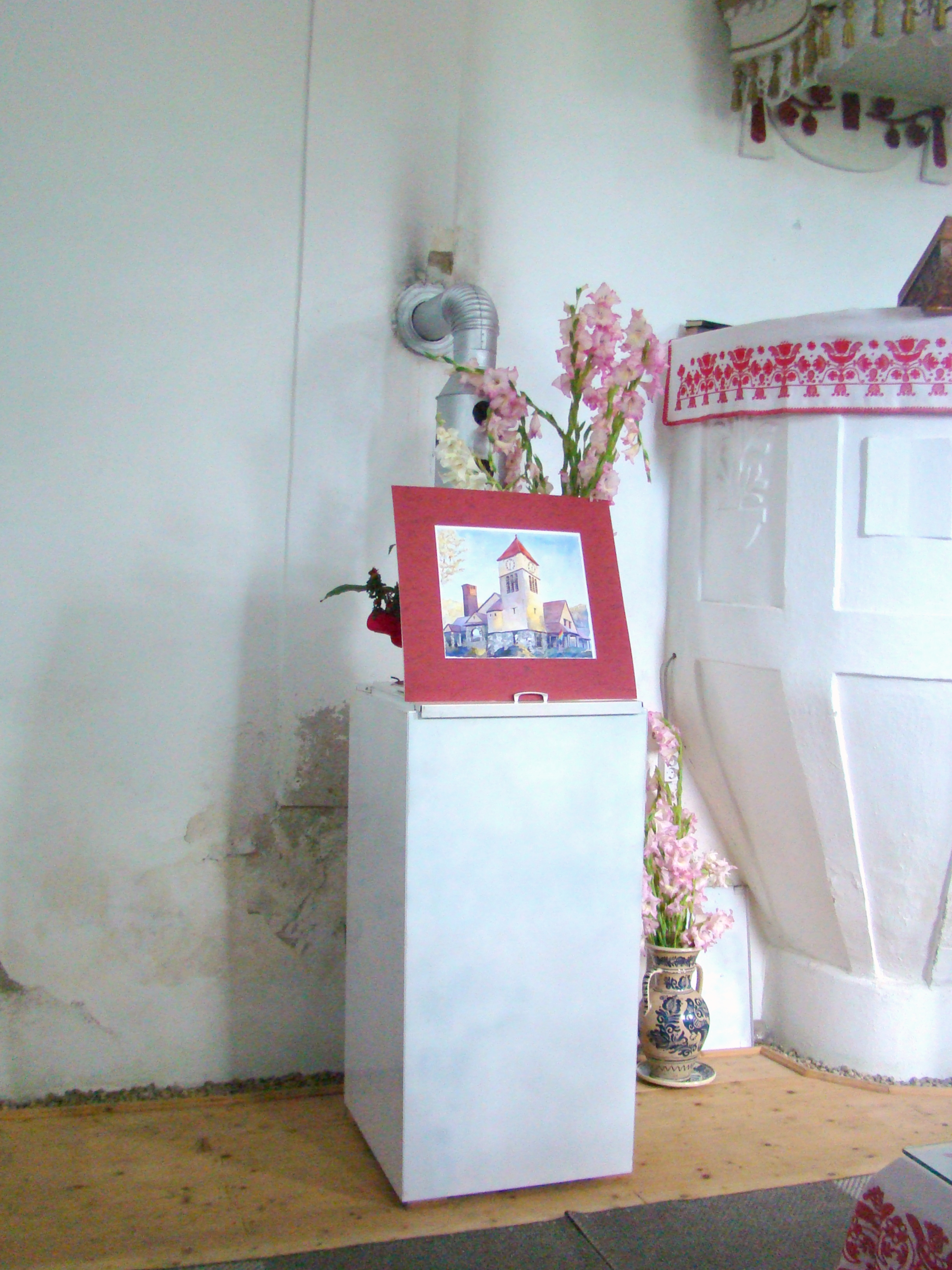
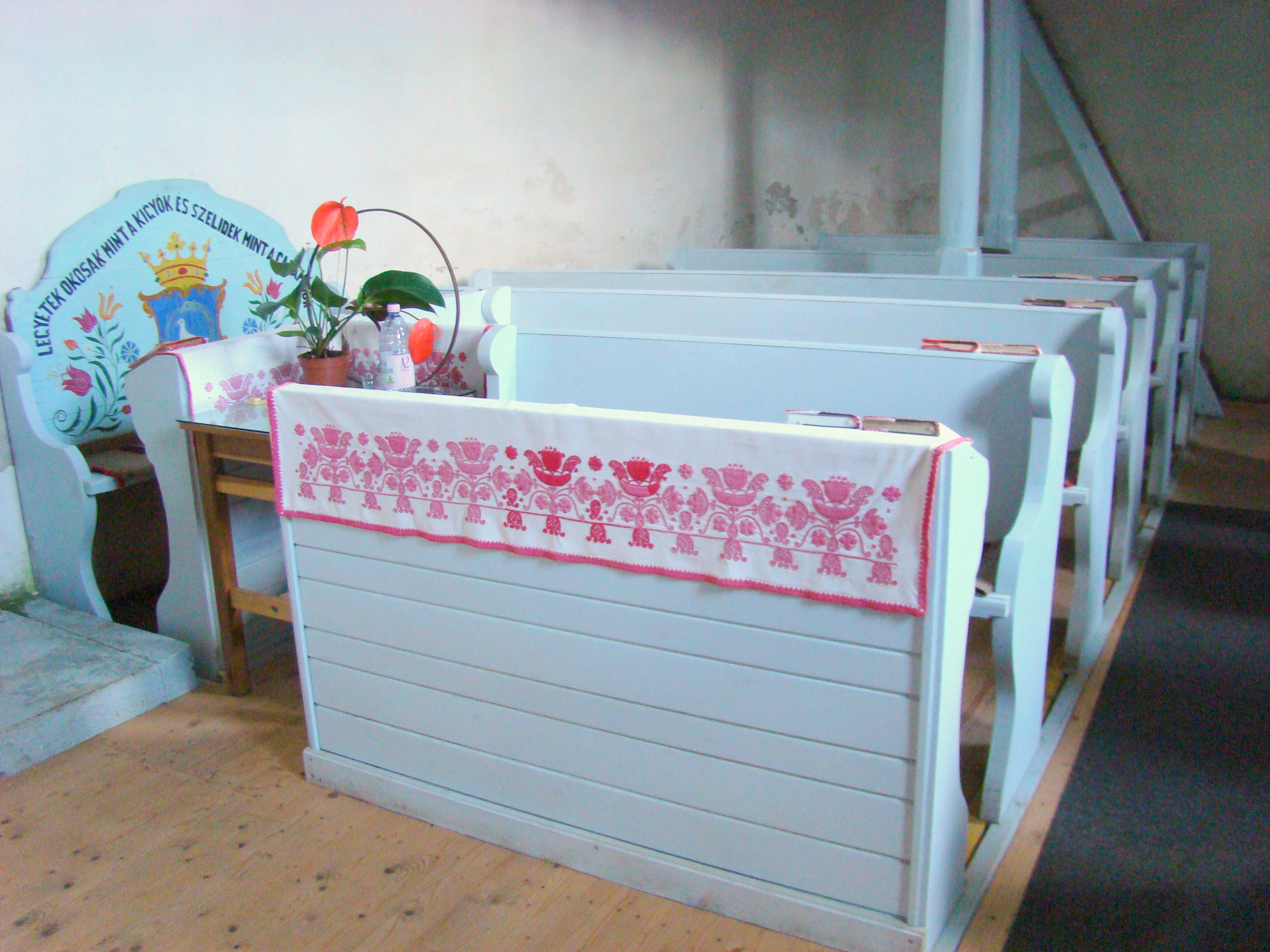
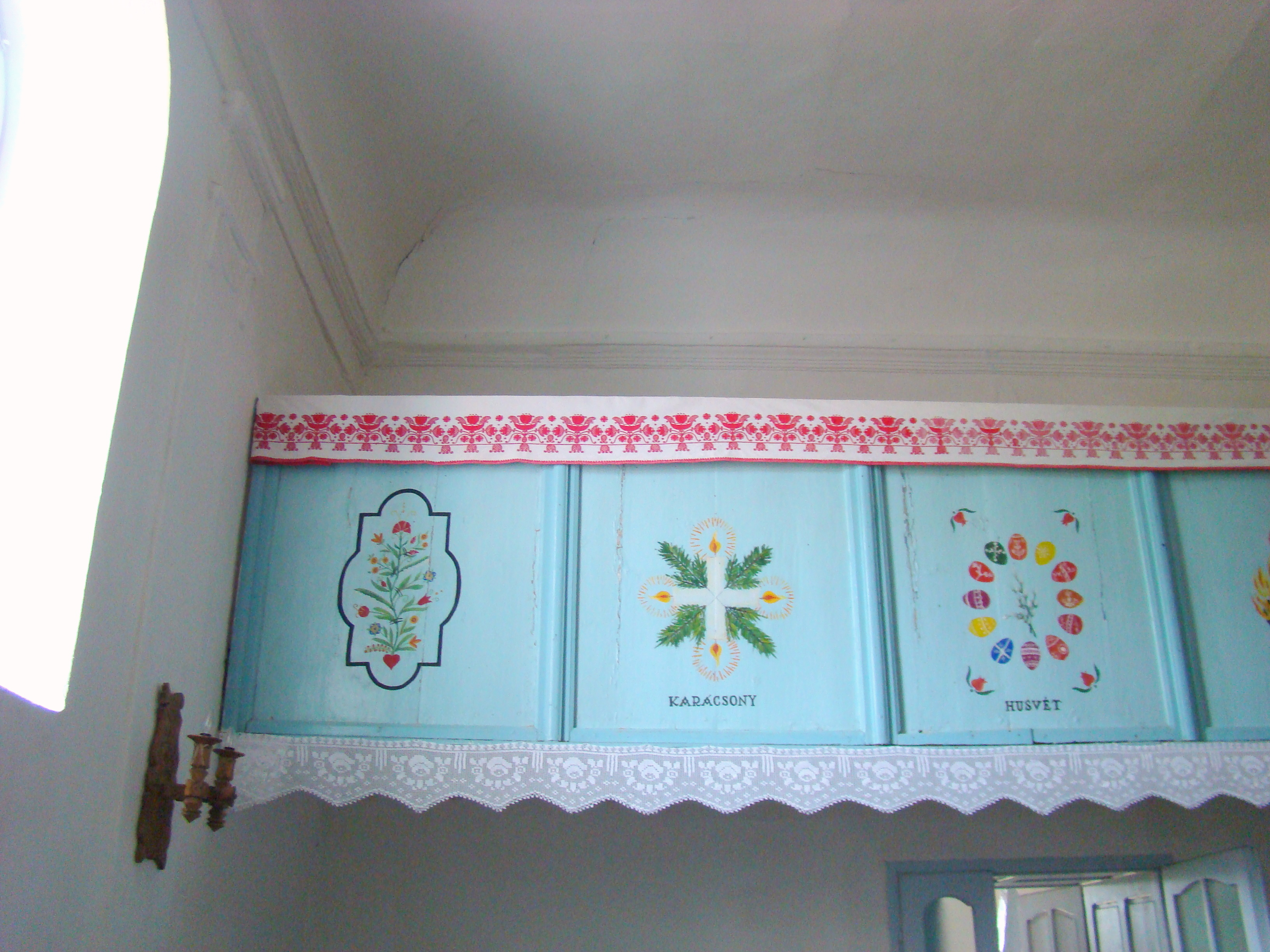
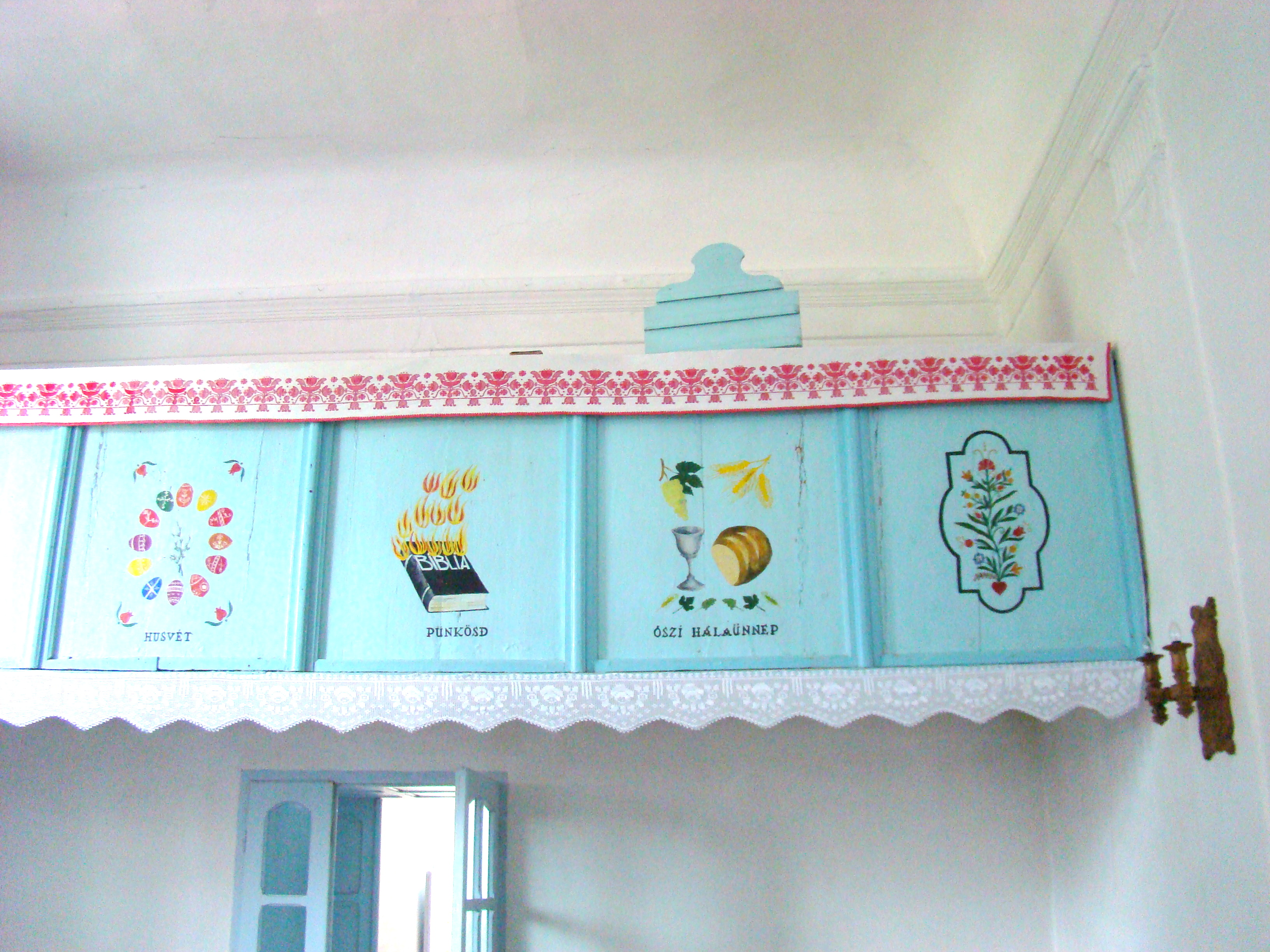
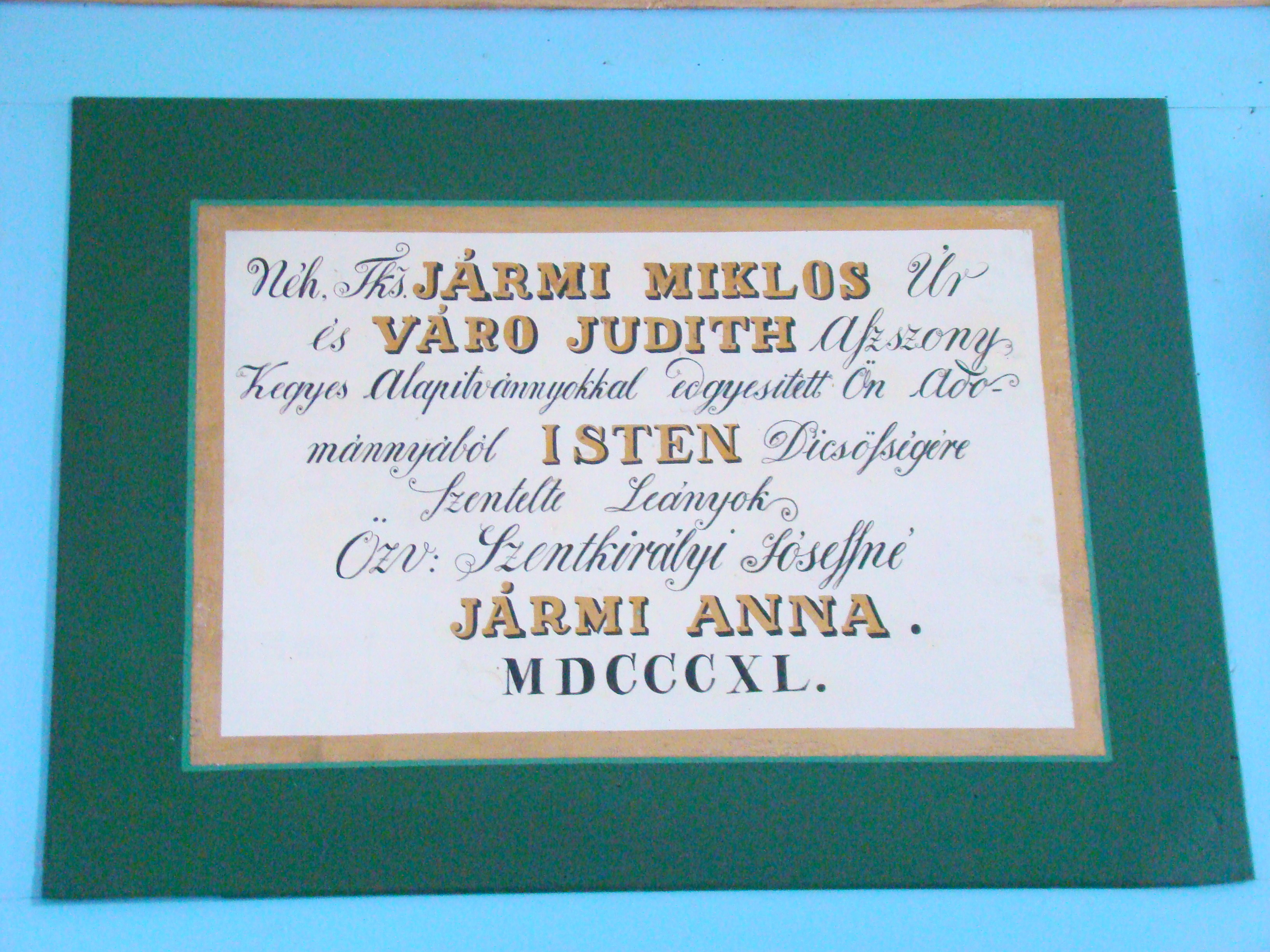

## Imagini din exterior

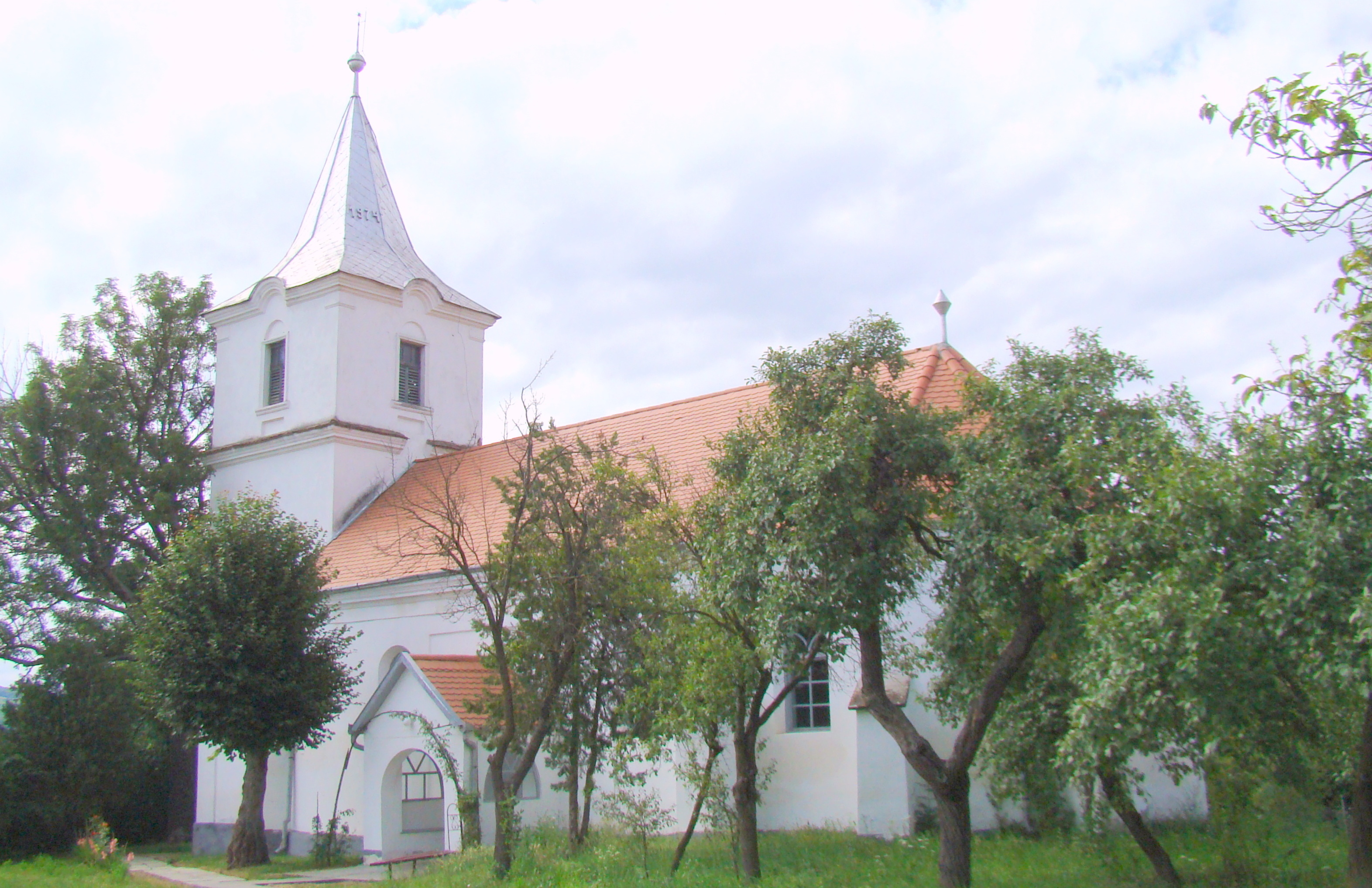
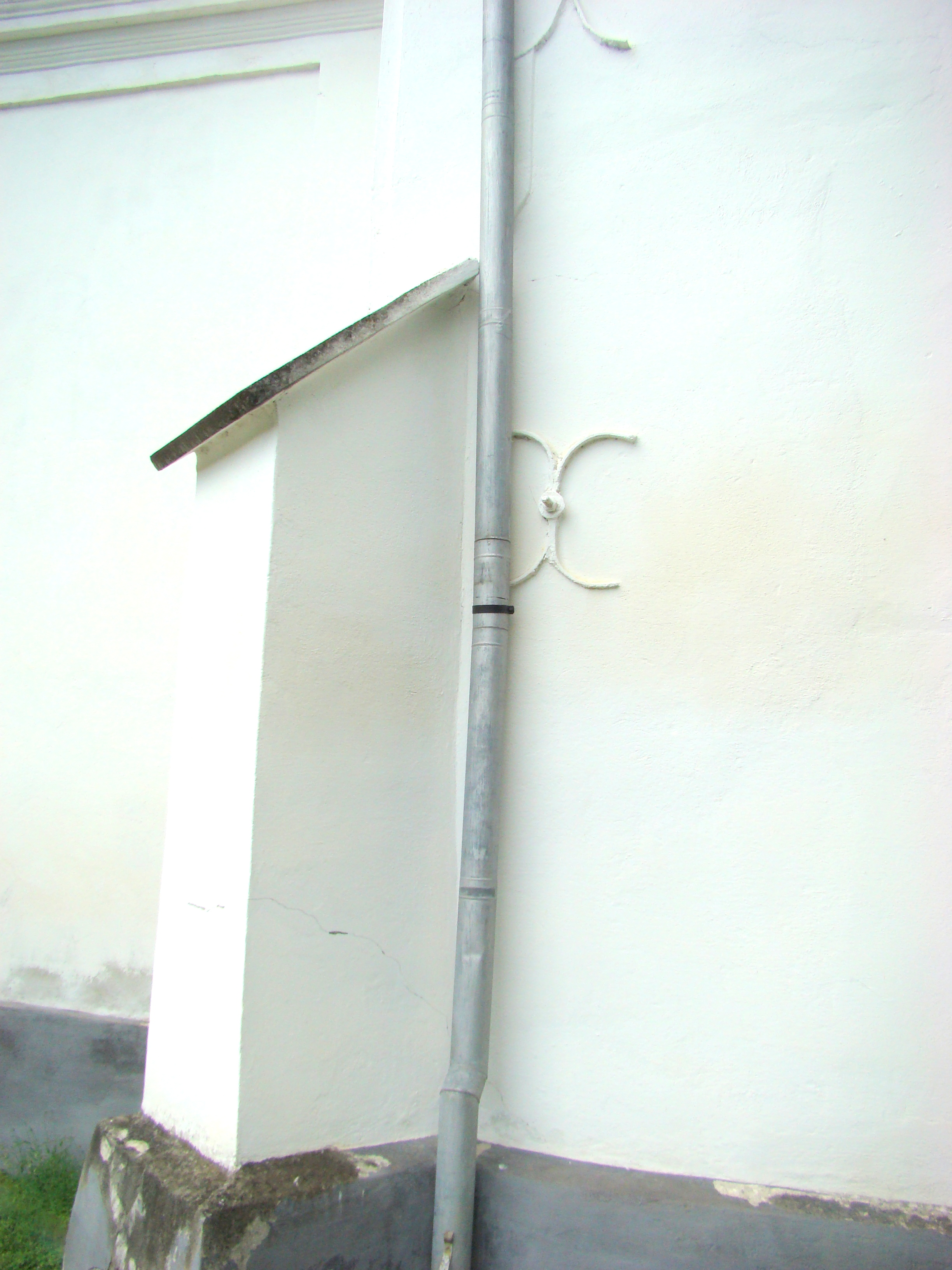
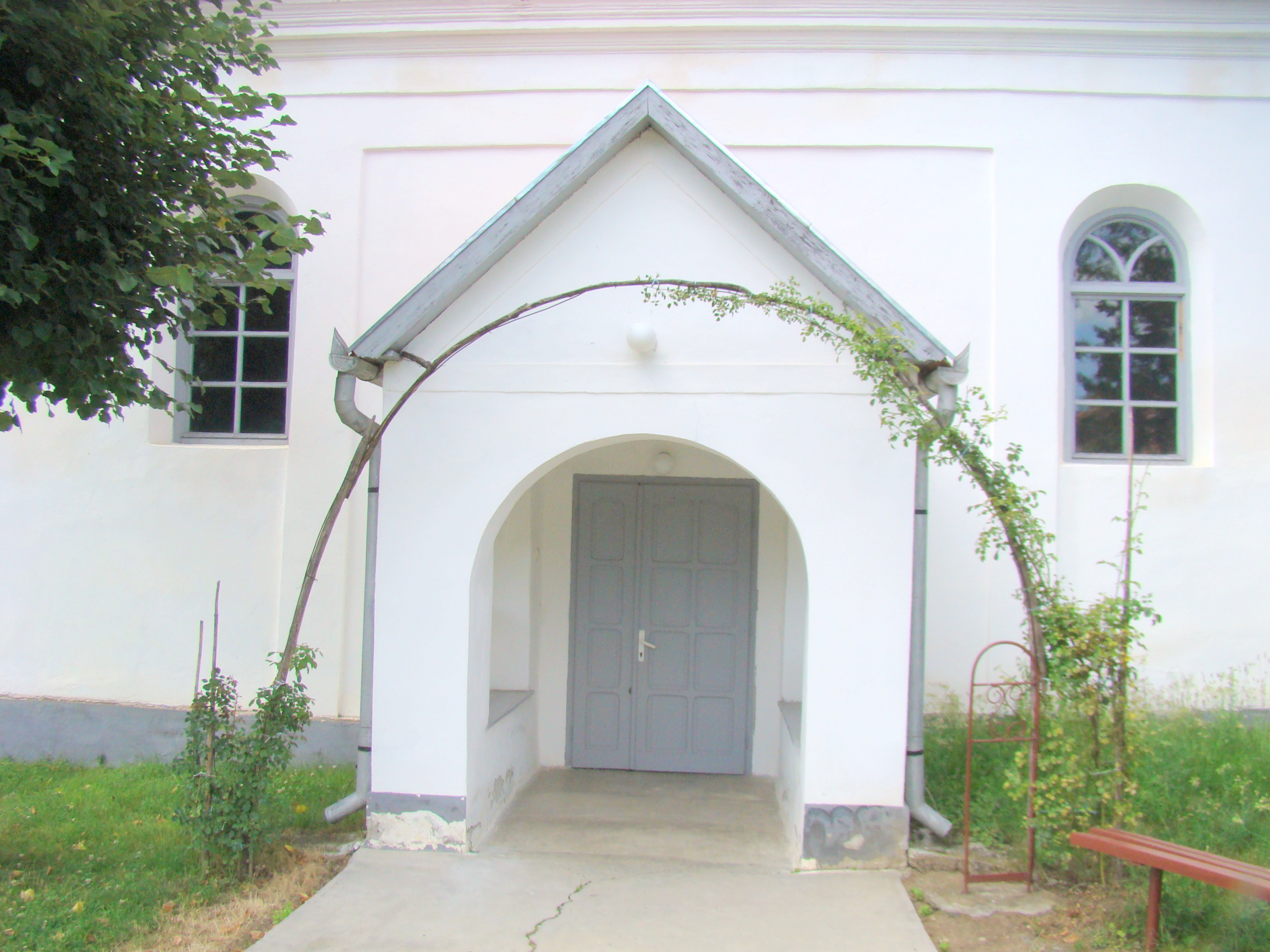
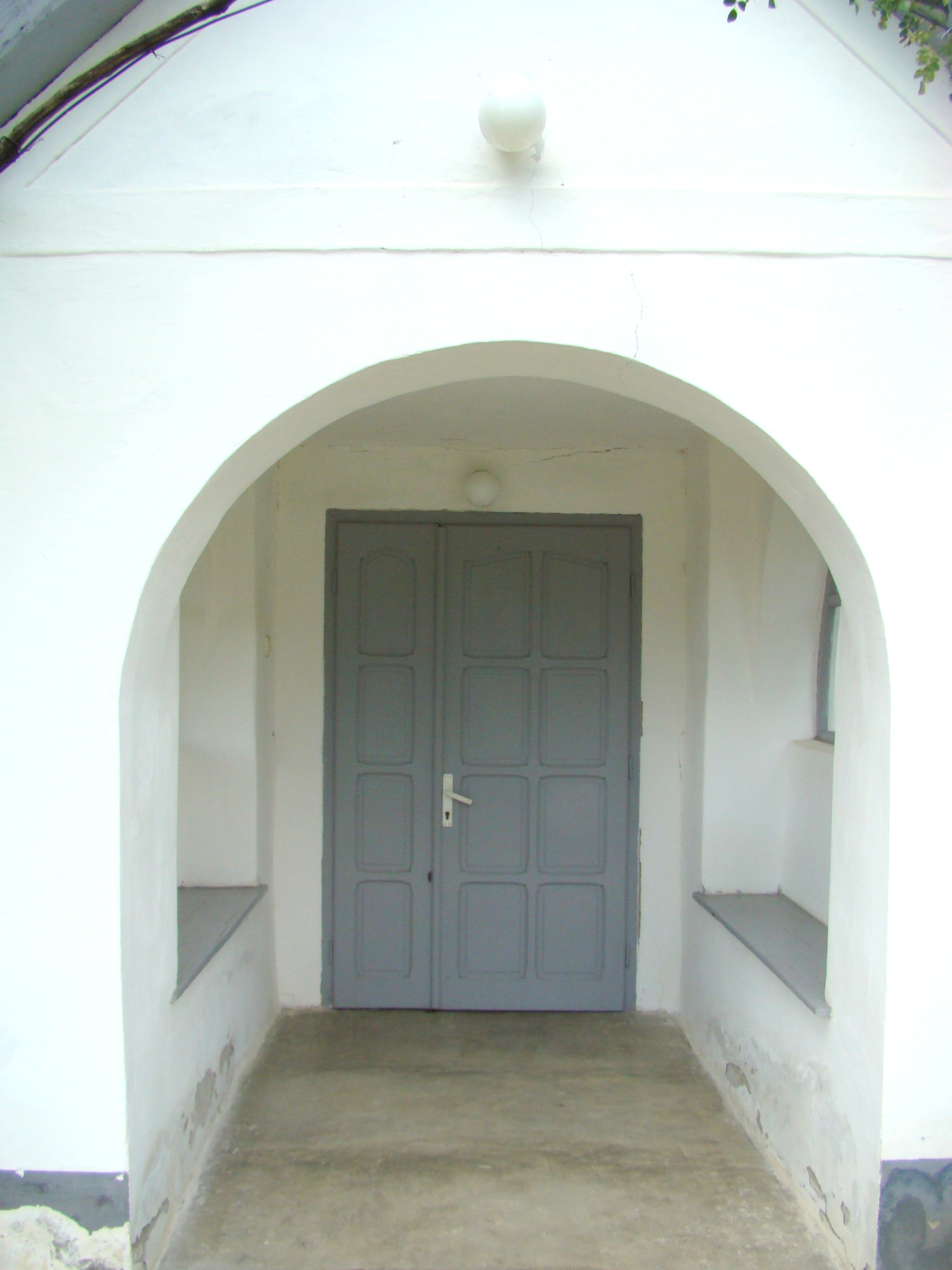
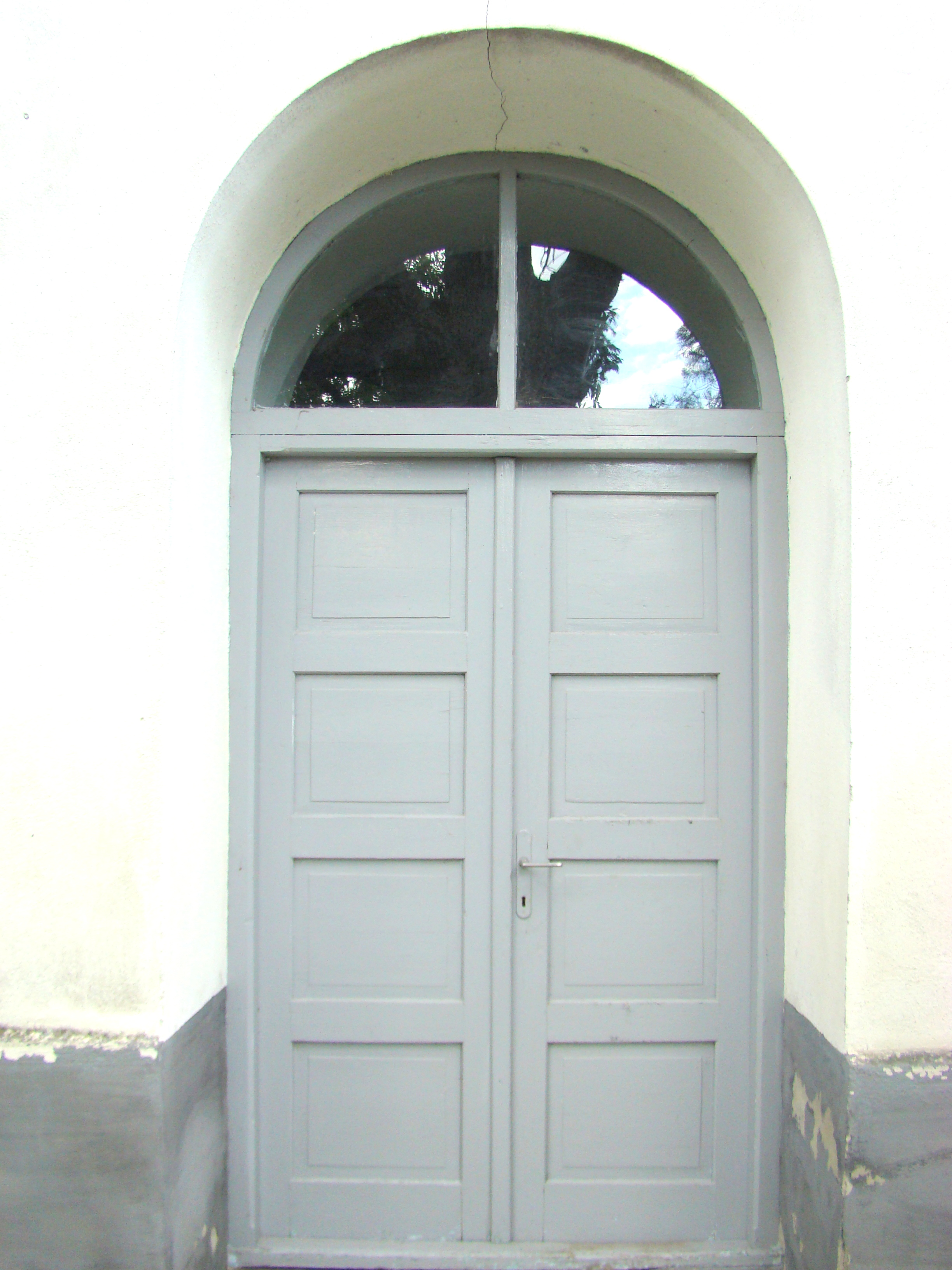
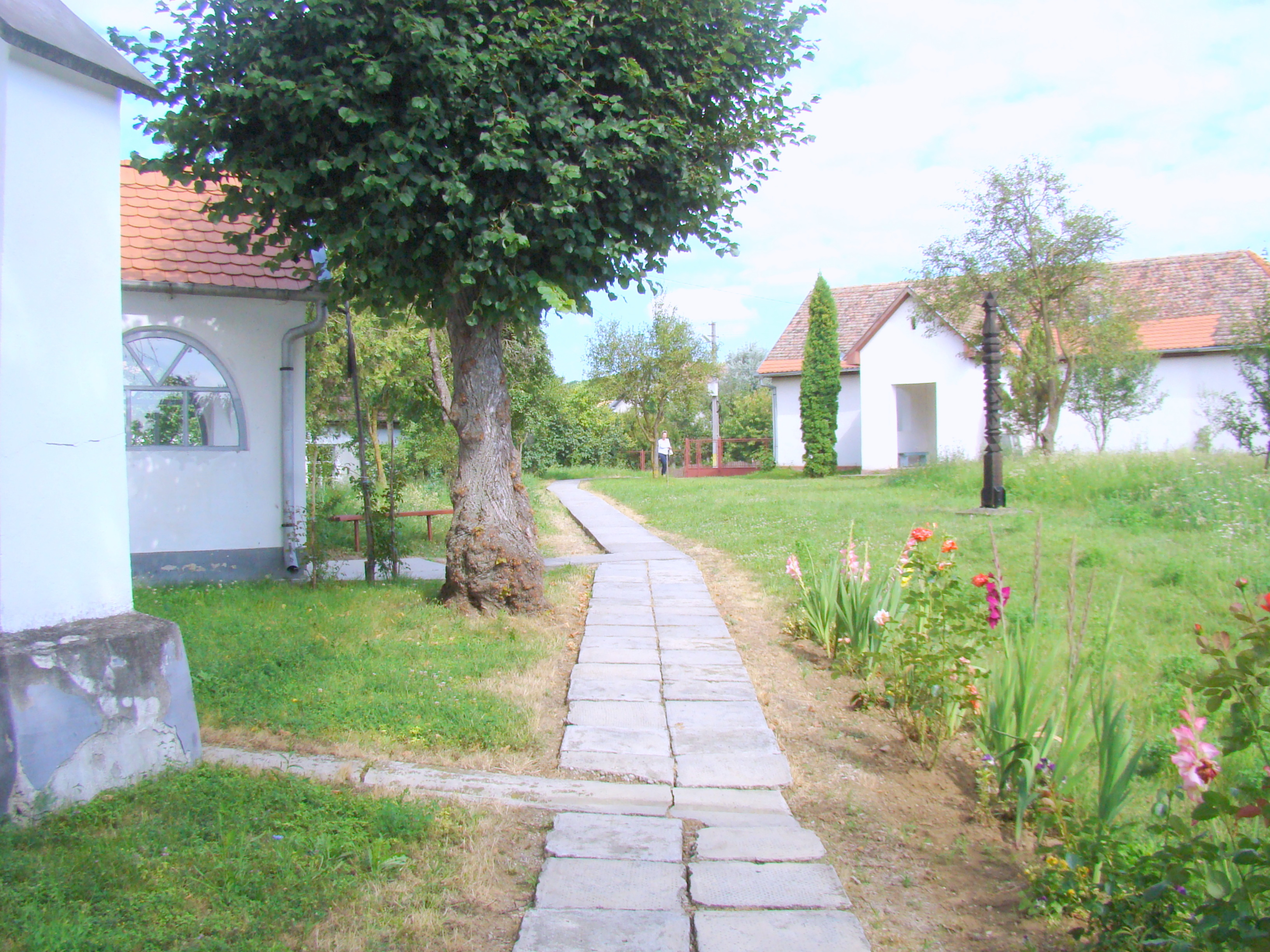
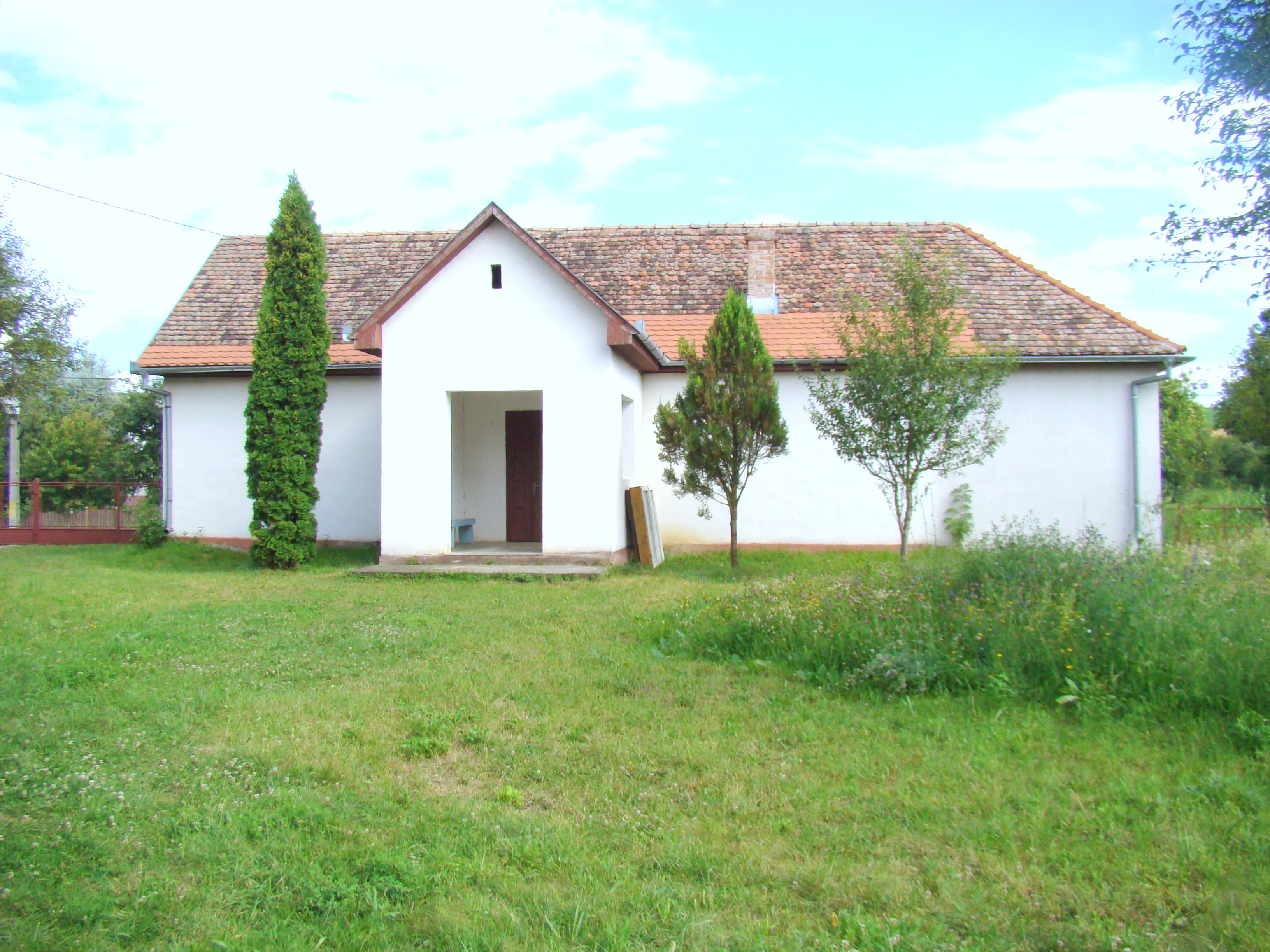
Casa parohială
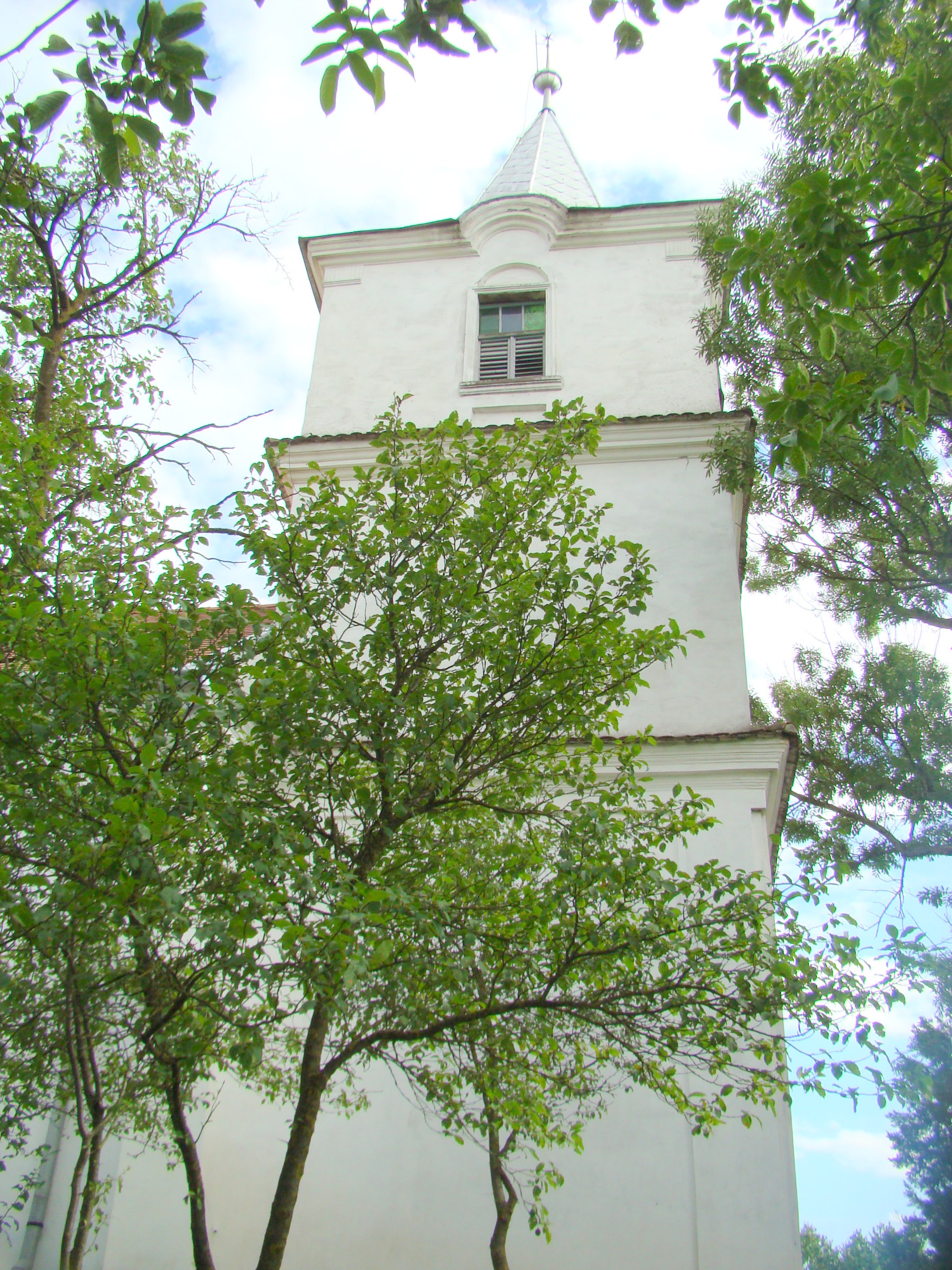
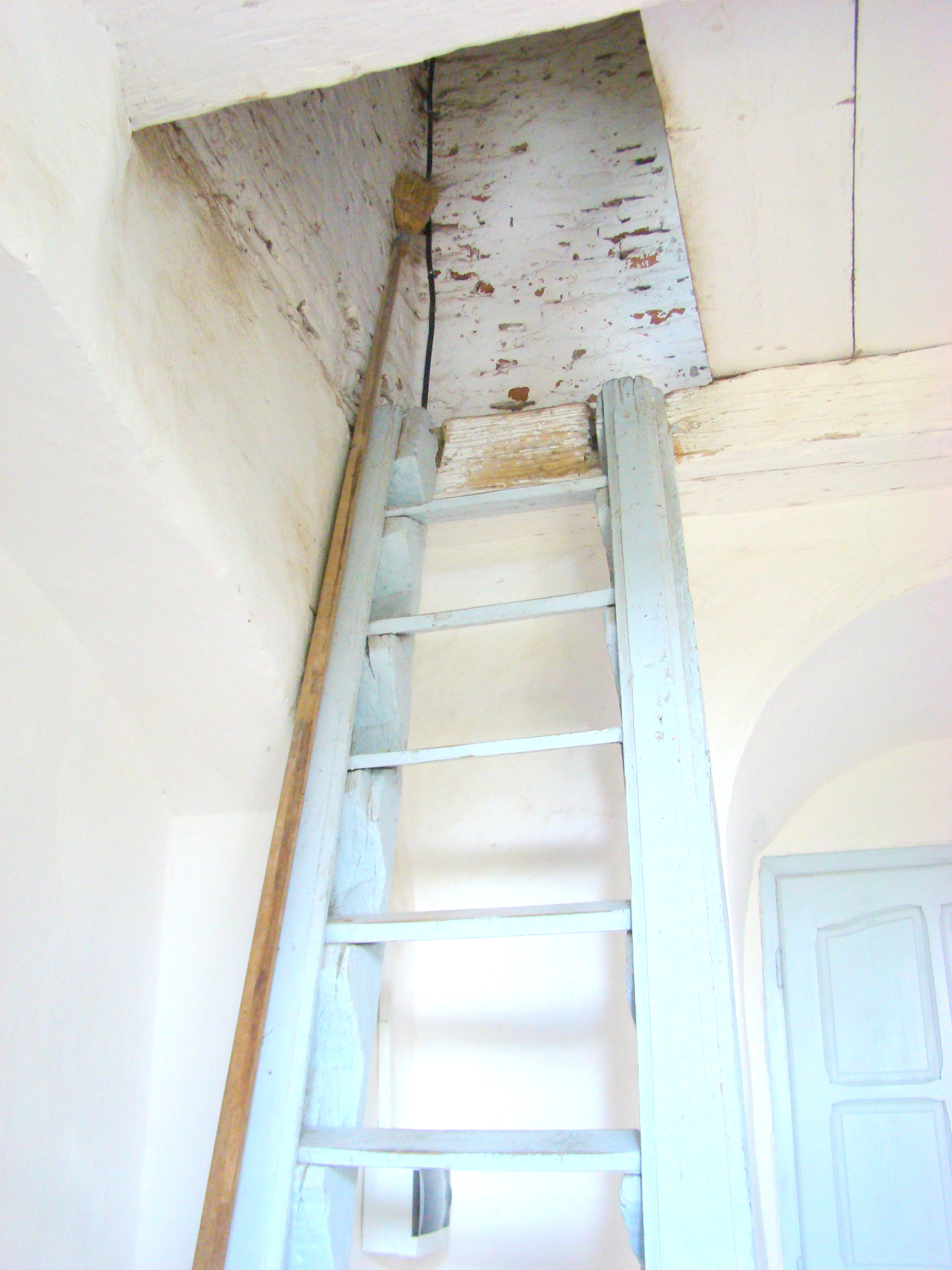
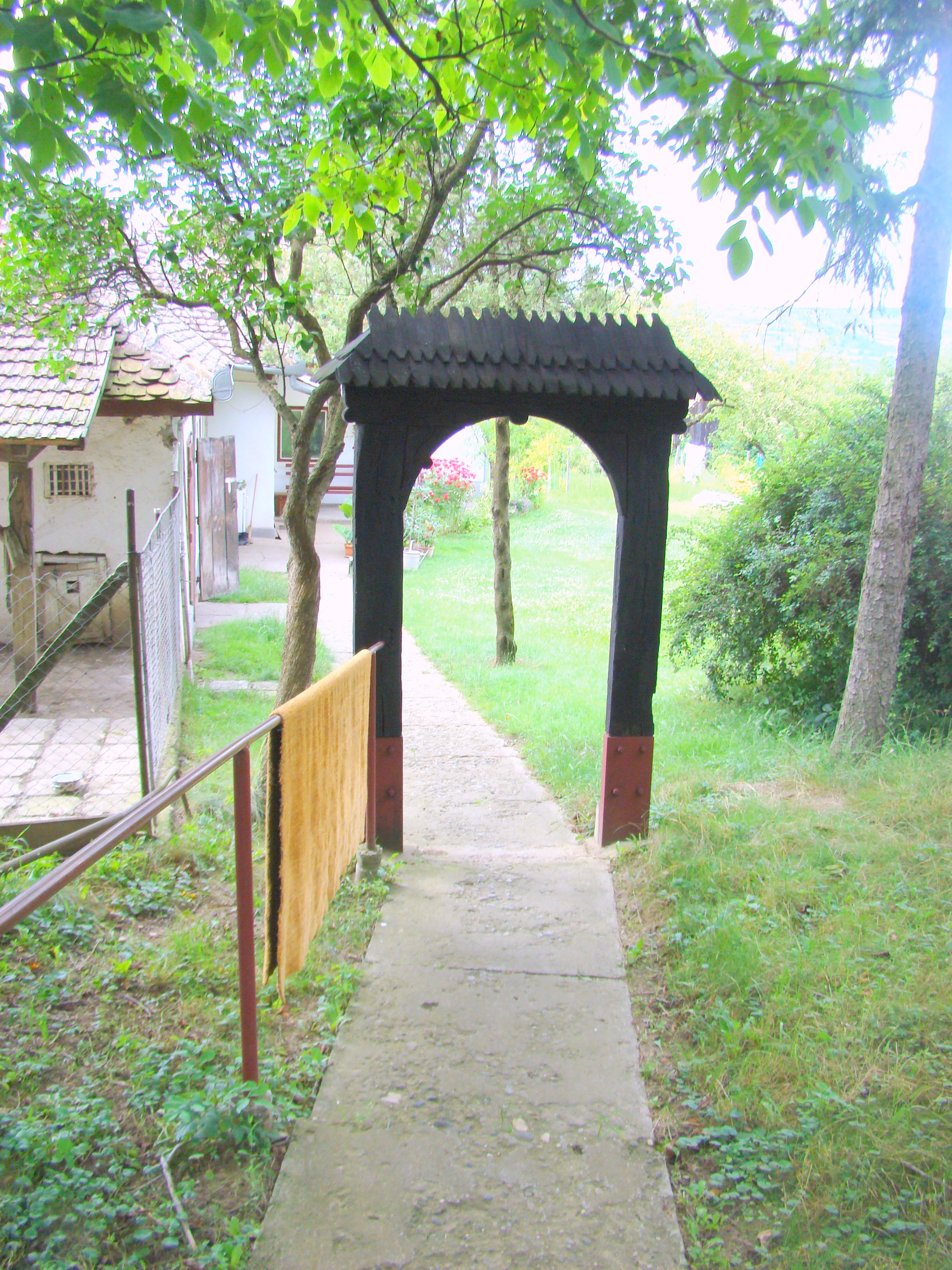